# Barry Word
Barry Quentin Word (Long Island, 17 luglio 1964) è un ex giocatore di football americano statunitense che ha giocato nel ruolo di running back nella National Football League (NFL). Fu scelto dai New Orleans Saints nel terzo giro del Draft NFL 1986. Al college giocò a football all'Università della Virginia.

## Carriera professionistica
Brooks fu scelto come 62º assoluto nel Draft 1986 dai New Orleans Saints. Con altri due atleti di Virginia fu coinvolto in un arresto per spaccio di cocaina. Giudicato colpevole, la sua volontà di cooperare limitarono il suo coinvolgimento nel caso, venendo condannato a cinque mesi di prigione. Dopo essere stato svincolato firmò un contratto triennale coi Saints nel 1987. Nella sua stagione da rookie corse solamente 187 yard. L'anno seguente si trovò ad essere il terzo running back nelle gerarchie della squadra, dietro Rueben Mayes e Dalton Hilliard, entrambi scelti nel Draft 1986. Dopo non essere mai sceso in campo nella stagione 1989, firmò coi Kansas City Chiefs nel 1990. Con essi disputò la miglior annata della carriera, correndo 1.015 yard su 204 possessi, venendo premiato come Comeback Player of the Year. Quella stagione e nelle due successive divise le portate con Christian Okoye. Alla fine della stagione 1992 fu scambiato coi Minnesota Vikings, dove nella sua unica stagione nella franchigia, si classificò secondo nella squadra con 458 yard corse. Prima dell'inizio del 1994 firmò con gli Arizona Cardinals, con cui giocò una sola partita prima del ritiro.

## Palmarès
- NFL Comeback Player of the Year Award: 1

1990

## Statistiche
| Yard corse | 2.897 |
| Touchdown  | 16    |